# Yukon (fleuve)
Pour les articles homonymes, voir Yukon (homonymie).
Le Yukon (/ju.kɔ̃/) est un fleuve d’Amérique du Nord dont le nom signifie « grande rivière » dans la langue autochtone gwichʼin.

## Géographie

La mission Copernicus Sentinel-2 au survol d'une partie du delta du Yukon. Cette image, enregistrée le 29 août 2017, montre comment le fleuve se ramifie en de nombreux bras qui serpentent à travers le terrain de faible altitude en direction de la mer. La couleur sableuse de ces bras et de l'eau côtière illustre la quantité de sédiments que le fleuve transporte vers la mer à cette époque de l'année. On estime que 95 % de tous les sédiments transportés au cours d'une année moyenne le sont entre mai et septembre.

Le fleuve Yukon naît au Canada au pied du glacier Llewellyn dans le lac Atlin en Colombie-Britannique mais pénètre peu après dans le territoire du Yukon auquel il donne son nom. Son bassin versant est de 323 800 km2 au Canada. La deuxième partie de son cours - plus importante que la première - traverse l'État d'Alaska drainant un bassin versant de 523 800 km2. Sa longueur totale est de 3 185 km.
Voie naturelle d'accès dans une région peu hospitalière, le Yukon a été exploré dès 1831 par des marchands de fourrures russes. Étant le plus long cours d’eau en Alaska et au Yukon, c’était l’un des principaux moyens de transport au moment de la ruée vers l'or du Yukon en 1897-98. Si certains chercheurs d'or remontèrent le Yukon à partir de la mer de Béring pour atteindre le Klondike (Dawson City), la majorité d'entre eux le descendirent après avoir franchi le col Chilkoot et suivi une chaîne de lacs.
Le fleuve traverse Whitehorse et Dawson, au Yukon, ainsi que Fort Yukon et de vastes régions naturelles en Alaska avant de se jeter dans la mer de Béring par un immense delta.
Malgré sa longueur, seulement quatre ponts carrossables traversent le fleuve, le plus en aval étant le pont E. L. Patton au nord de Fairbanks. Les navires à faible tirant d’eau peuvent le remonter jusqu’à Whitehorse.

Le fleuve Yukon à Carmacks (Yukon) au Canada (août 2017).

## Affluents
Ses principaux affluents (d'ouest en est) sont :
- Andreafsky – 120 milles (193 km)
- Atchuelinguk – 165 milles (266 km)
- Reindeer – 60 milles (97 km)
- Innoko – 500 milles (805 km)
- Bonasila – 125 milles (201 km)
- Anvik – 140 milles (225 km)
- Khotol – 85 milles (137 km)
- Nulato – 71 milles (114 km)
- Koyukuk – 425 milles (684 km)
- Yuki – 85 milles (137 km)
- Melozitna – 135 milles (217 km)
- Nowitna – 250 milles (402 km)
- Tozitna – 83 milles (134 km)
- Tanana – 659 milles (1 061 km)
- Hess Creek – 50 milles (80 km)
- Ray – 43 milles (69 km)
- Dall – 80 milles (129 km)
- Hodzana – 125 milles (201 km)
- Beaver Creek – 180 milles (290 km)
- Hadweenzic – 93 milles (150 km)
- Birch Creek – 150 milles (241 km)
- Chandalar – 100 milles (161 km)
- Christian – 140 milles (225 km)
- Porcupine – 569 milles (916 km)
- Charley – 88 milles (142 km)
- Kandik – 82 milles (132 km)
- Nation – 70 milles (113 km)
- Seventymile – 58 milles (93 km)
- Tatonduk – 70 milles (113 km)
- Fortymile – 60 milles (97 km)
- Sixtymile – 85 milles (137 km)
- Teslin - 393 milles (632 km)
- Pelly - 329 milles (529 km)
- Stewart - 331 milles (533 km)
- Blanche – 200 milles (322 km)

- Klondike (160 km environ)

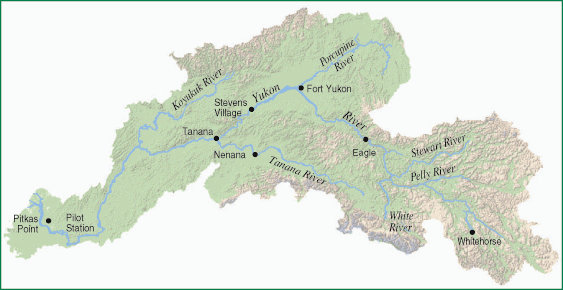
Carte du bassin du Yukon.
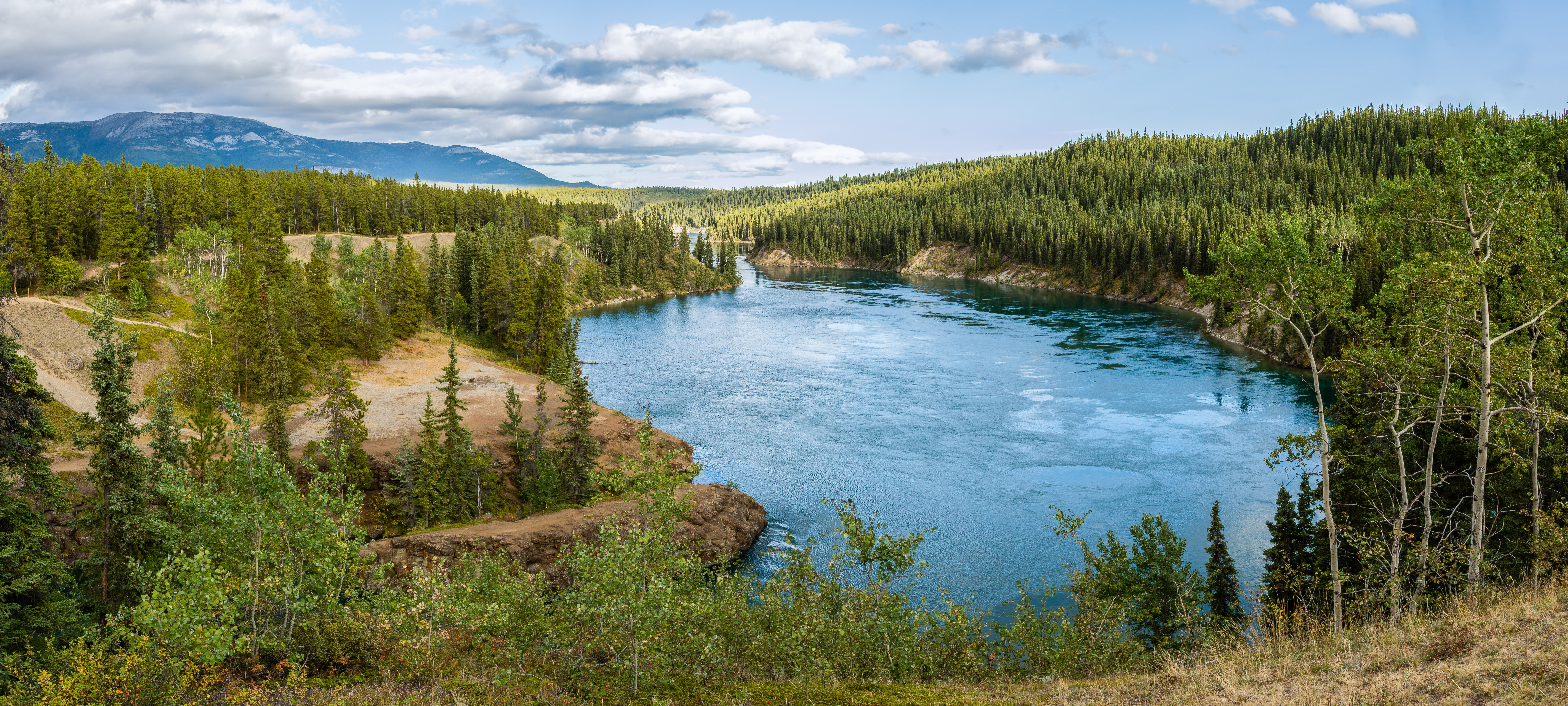
Le canyon Miles sur le fleuve Yukon, dans le Yukon (Canada).
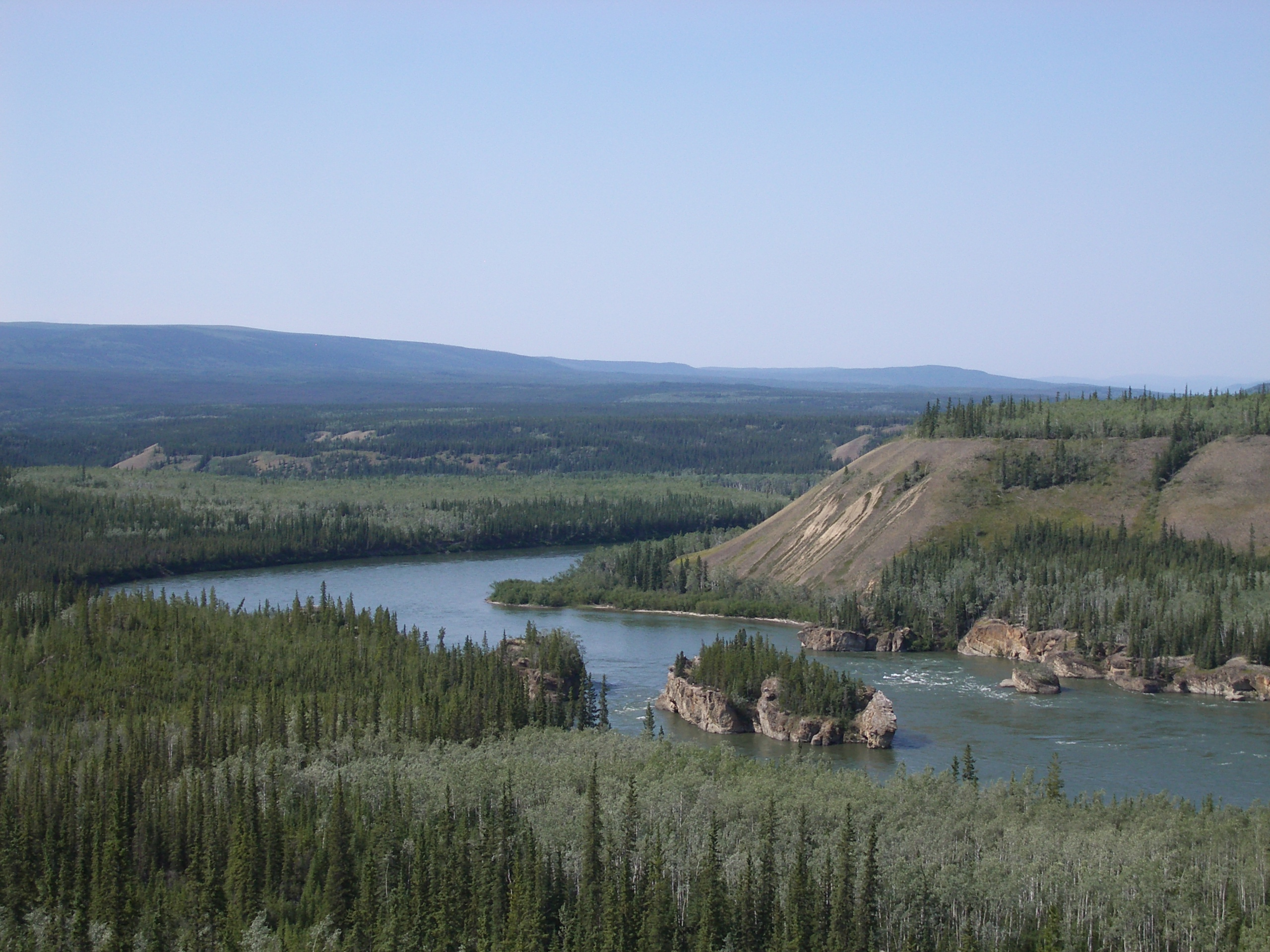
Le fleuve Yukon.

## Hydrologie

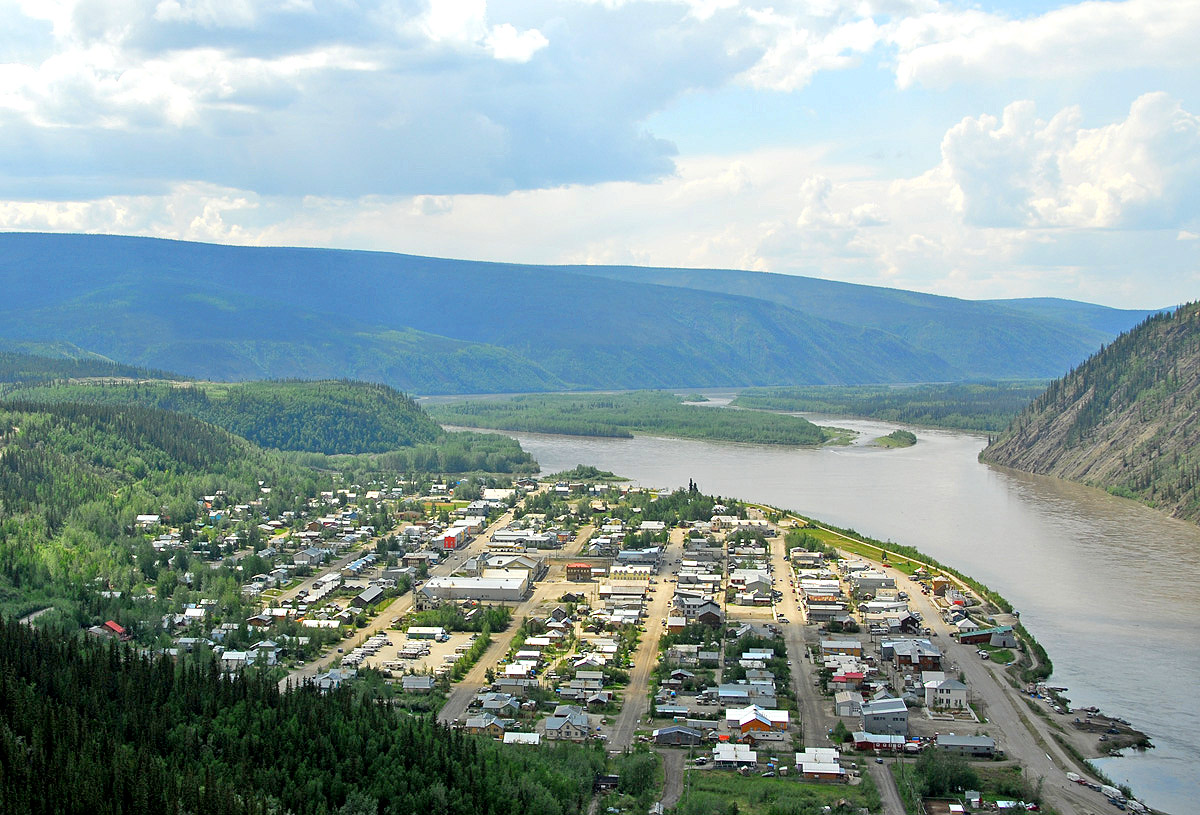
Photo de Dawson City, Yukon, prise par Michael Edwards le 10 juin 2007.

Le débit inter annuel ou module du Yukon est de 2 160 m3/s à Dawson City pour une surface de bassin versant de 264 000 km2, de 3 378 m3/s à Stevens Village pour une surface de bassin versant de 508 417 km2 et de 6 347 m3/s à Pilot Station à 225 km de son embouchure pour une surface de bassin versant de 831 390 km2. Le fleuve présente une période de hautes eaux de mai à septembre avec un maximum en juin au moment de la fonte des neiges et une période d'étiage de décembre à avril. Les valeurs extrêmes mesurées à Pilot Station pour le débit mensuel sur la période 1975-1993 sont égales à 307 m3/s et 23 667 m3/s.

## Dans la culture populaire
- Yukon est une chanson du groupe germano-suédois Lindemann, sortie sur l'album Skills in Pills en juin 2015[2].
- C'est au  Yukon  que Balthazar Picsou vit sa jeunesse, comme chercheur d'or.
- Rendez-vous sur le Yukon est l'une des aventures de Jean Valhardi, héros du journal Spirou.
- Ce fleuve est omniprésent dans l'œuvre de Jack London.